# Великобугаївська сільська рада
| Великобугаївська сільська рада — орган місцевого самоврядування у Васильківському районі Київської області з адміністративним центром у с. Велика Бугаївка. Водоймища на території, підпорядкованій даній раді: Устья. Сільській раді підпорядковані населені пункти: - с. Велика Бугаївка |

## Склад ради
Рада складається з 12 депутатів та голови.

### Керівний склад ради
| ПІБ                 | Основні відомості                                                               | Дата обрання | Дата звільнення |
| ------------------- | ------------------------------------------------------------------------------- | ------------ | --------------- |
| Качан Іван Іванович | Сільський голова, 1957 року народження, освіта, безпартійний                    | 26.03.2006   | 31.10.2010      |
| Качан Іван Іванович | Сільський голова, 1957 року народження, освіта середня спеціальна, безпартійний | 31.10.2010   |                 |

Примітка: таблиця складена за даними джерела